# ږ

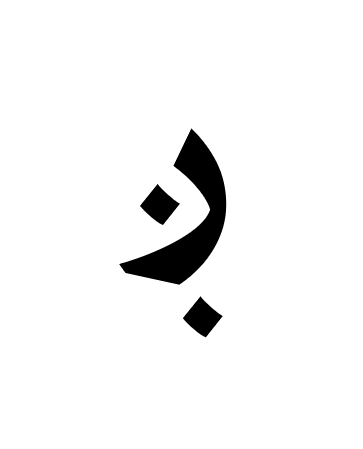
ږ حرف مشترک زبان پشتو و زبان شغنانی

ږ حرف بیستم الفبای زبان پشتو و حرف هفدهم حرف الفبای زبان شغنانی است. حرف ږ دارای یونی کُد (U+0696) نام لاتینی (ẓh) و در الفبا و آوانگاری بین‌المللی به شکل ([ɡ] / [ʐ]) درج گردیده‌است و در لاتین‌نویسی در قالب (ẓ̌) جا گرفته‌است که حرف کوچک آن به شکل (ẓ̌)) و حرف بزرگ آن به شکل (Ẓ̌) تحریر می‌گردد. حرف ږ در الفبای عربی و الفبای زبان فارسی وجود ندارد ولی در الفبای زبان پشتو و آلفای زبان شغنانی به کثرت به نظر می‌رسد اما در این دو زبان جایگاه و کابرد خاصی دارد مگر کدام واژه مشترک تاکنون با حرف ږ در این دو زبان به نظر نه رسیده‌است.
شکل نوشتاری حرف ږ را در جدول زیر می‌توان مشاهده کرد:
| شكل حرف | شكل حرف | شكل حرف | شكل حرف | شكل حرف |
| جدا     | آغازی   | میانی   | پایانی  |         |
| ږ       | ږ       | ـږ      | ـږ      |         |
| ------- | ------- | ------- | ------- | ------- |

- الگو:حروف الفبا